# Russische Schatten

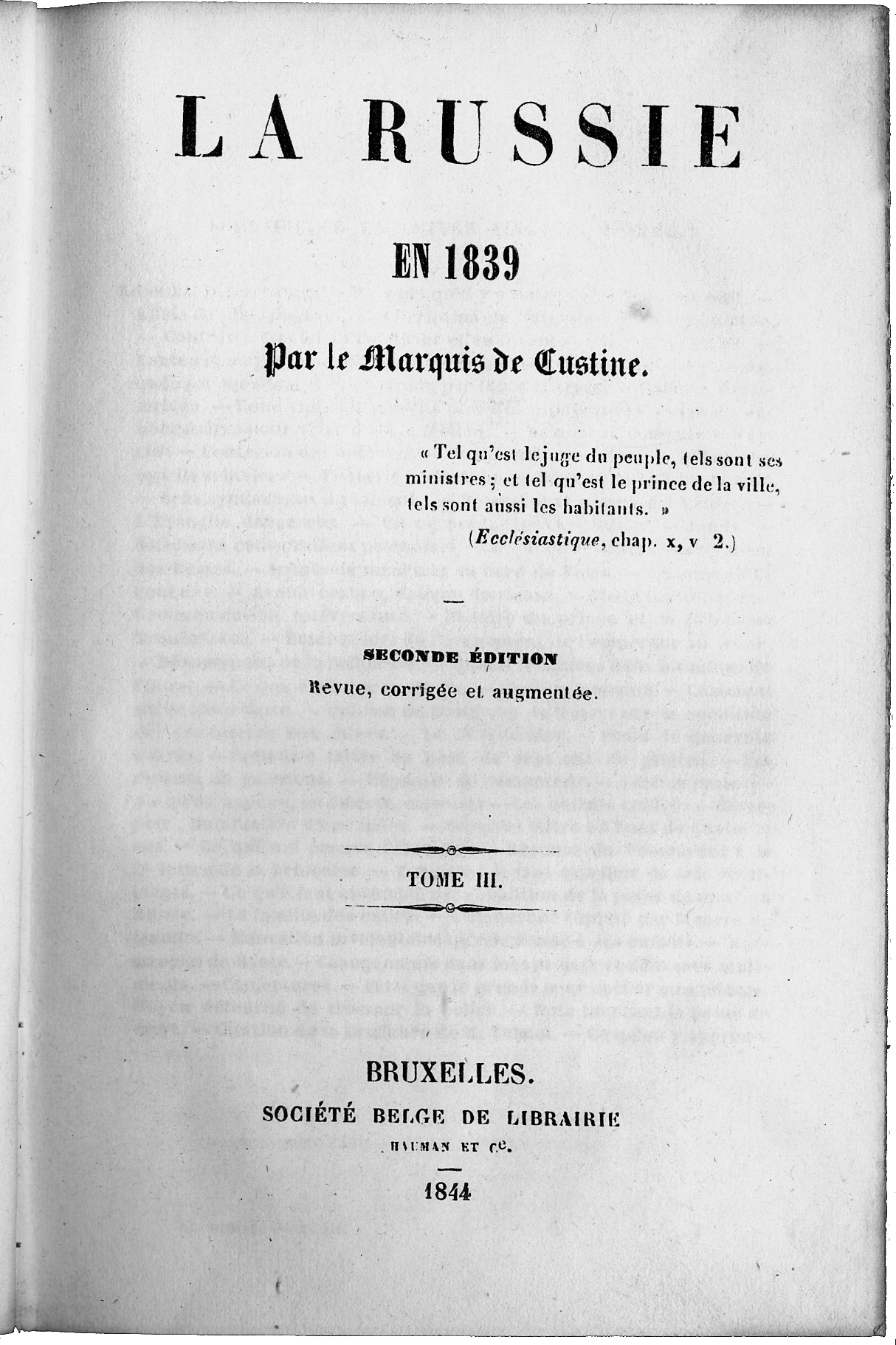
Rußland im Jahre 1839

Das Buch Russische Schatten des französischen Reiseschriftstellers und Diplomaten Astolphe de Custine ist die gekürzte Übersetzung seines Buches La Russie en 1839. Es wurde von Adolph Diezmann übersetzt und ist zuerst 1843, im gleichen Jahr wie das französische Original, in Leipzig erschienen. In Russland selbst war das Buch bis 1917 verboten.
1985 wurde das Buch in der von Hans Magnus Enzensberger herausgegebenen Reihe Die Andere Bibliothek neu veröffentlicht.

## Vorgeschichte
Astolphe de Custine hatte im Sommer des Jahres 1839 eine längere Reise durch Russland unternommen. Seine Aufzeichnungen dieser Fahrt hat er in Form einer Briefsammlung 1843 herausgegeben.
Ein Auslöser dieser Reise soll unter anderem Tocquevilles Über die Demokratie in Amerika gewesen sein. In diesem Werk hat Tocqueville die USA und Russland als die zukünftigen Großmächte bezeichnet. Während sich Tocqueville mit der amerikanischen Demokratie auseinandersetzt, versucht Custine etwas Ähnliches mit der russischen Despotie.

## Inhalt
Custine entwirft ein sehr negatives Bild vom Russland seiner Zeit. Bereits die Einreise – er wählte die Schiffsroute von Lübeck nach Sankt Petersburg – konfrontiert ihn mit ausufernder Bürokratie. Mit ihm reisende russische Fürsten werden bevorzugt behandelt, während er bei den Behörden eher Misstrauen hervorzurufen scheint.
Auch landschaftlich ist die Gegend um Petersburg eine Enttäuschung für ihn. Die Stadt sticht kaum aus der sumpfigen Gegend hervor. Er sieht Petersburg zwar als ein Weltwunder an, kann sich aber mit der Stadt nicht anfreunden, zu sehr erkennt er überall eine Künstlichkeit, die allein durch den Willen des Zaren Peter I., eine Trutzburg gegen Schweden und ein „Fenster nach Norden“ zu schaffen, bestimmt ist.
Custine lernt auch Zar Nikolaus I. kennen und sieht ihn zunächst relativ positiv. Dies ändert sich erst, als er die Geschichte der Fürstin Trubetzkoi hört. Die Fürstin hatte sich entschieden, ihrem Mann, der als einer der Führer des Dekabristenaufstandes verurteilt wurde, in die Verbannung zu folgen. Zwei Gnadengesuche innerhalb von vierzehn Jahren, die allein die Ausbildungsmöglichkeit ihrer Kinder betrafen, wurden von Zar Nikolaus empörenderweise abgelehnt. Diese Unnachgiebigkeit erscheint Custine als vollkommen unpassend für einen wahrhaft modernen und aufgeklärten Staatsführer.
Von Petersburg fährt Custine nach Moskau. Die ewige Gleichförmigkeit Russlands wird Custine dabei immer wieder betonen, allerdings nicht nur landschaftlich, sondern auch menschlich. Die Despotie unterdrückt die freie Entfaltung der Menschen; alle sind Knechte und gerade Fremden gegenüber werden sie vorsichtig und geheimniskrämerisch. Ein Feldjäger, der Custine begleitet, erscheint ihm als zumindest potentieller Spion.
Moskau selbst bedeutet für Custine vor allem den Kreml, den er wegen seiner ursprünglichen russischen Bauweise bewundert. Hier sieht er ein wahrhaftiges Vorbild für die russische Entwicklung, die sich seiner Meinung nach ansonsten zu sehr an ausländischen Baustilen orientiert und nicht auf die russischen Bedürfnisse eingeht.
Vor seiner Rückreise besucht Custine schließlich noch das Dreifaltigkeitskloster von Sergijew Possad, fährt an die Wolga und besucht in Nischni Nowgorod die damals sehr wichtige Messe, die er als einen Treffpunkt zwischen Europa und Asien schildert.
Neben zahlreichen Beschreibungen von Sehenswürdigkeiten, Besonderheiten, Sitten und Trachten, aber auch den Zumutungen für den Reisenden, der sich mit erschreckendem Schmutz und Ungezieferplagen in den Herbergen konfrontiert sieht, stehen vor allem die politischen und sozialen Bedingungen Russlands im Mittelpunkt.
Auf den ersten Blick erscheint Russland Custine als ein zivilisiertes Land, doch sehr schnell bemerkt er, dass dies Fassade ist. Die gerühmte Gastfreundschaft etwa ist vor allem eine Möglichkeit der Präsentation und mangelt wahrhaft empfundener Herzlichkeit, und die große Höflichkeit verwandelt sich schnell in rohe Gewalt, wenn die soziale Position des anderen nur gering ist. Auffällig ist Custine dabei die allgemeine Schicksalsergebenheit, der Fatalismus, der aber plötzlich, wie er zu hören bekommt, bei Aufständen in äußerste Brutalität umschlagen kann.

Custine versucht, diese Besonderheiten aus der Geschichte Russlands heraus zu verstehen: 

„Peter I. und Katharina II. haben der Welt eine große und nützliche Lehre gegeben, welche Rußland bezahlen mußte; sie zeigten uns, daß der Despotismus nie mehr zu fürchten ist, als wenn er Gutes schaffen will, denn dann glaubt er seine empörendsten Handlungen durch seine Absichten rechtfertigen zu können, und das Schlechte, das sich als Heilmittel ausgiebt, hat keine Grenzen mehr.“

Vor allem Peter I. wird von ihm dabei äußerst kritisch gesehen. Er würdigt zwar dessen Leistungen und die Kraftanstrengungen, sieht aber zugleich, dass das Gute dieser Reformen sich verflüchtigt hat, während sich das Schlechte weiter verstärkt.

Zar Nikolaus I. hat nach Custine zwar die richtigen Ideen der Veränderung, doch muss ein einzelner Mensch – und sei er noch so mächtig – an den vielfältigen nötigen Reformen verzweifeln. Zar Nikolaus sei dabei zu sehr auf sich selbst fixiert und baue zu wenig auf die Unterstützung anderer, als dass er die Fülle der Aufgaben wirklich bewältigen könne:

„Die Menschenfreunde haben hier nicht gegen den Tyrannen, sondern gegen die Tyrannei zu kämpfen. Es würde ungerecht sein, wenn man dem Kaiser das Unglück des Reiches und die Fehler der Regierung zur Last legen wollte; die Kraft eines Menschen ist der Aufgabe des Souverains nicht gewachsen, der mit einem Male menschlich über ein unmenschliches Volk herrschen wollte.“

Auffällig ist ihm auch die Diskrepanz von nationaler Eitelkeit und übertriebener Nachahmungssucht moderner Künste und Moden, die sich auf Peter I. gründet und von den nachfolgenden Zaren weiter verfestigt wurde:

„Wenn man die Form einer Gesellschaft nachahmt, ohne auch den Geist sich anzueignen, der sie belebt, wenn man Unterricht in der Civilisation, nicht von den alten Lehrern des Menschengeschlechts, sondern von Fremden verlangt, die man um ihre Reichthümer beneidet, ohne ihren Character zu achten, wenn die Nachahmung feindselig ist und zu gleicher Zeit kindisch wird, wenn man einem Nachbar, den man verachten will, abguckt, wie er sein Haus eingerichtet hat, wie er sich kleidet, wie er spricht, so wird man ein Echo, ein Widerschein und existiert nicht mehr durch sich selbst.“

Die Nachahmungssucht und die mangelnde Selbständigkeit seien eine direkte Folge der fehlenden Freiheit. Die Einförmigkeit Russlands sei nicht allein durch die extremen Wetterverhältnisse begründet, sondern vom despotischen Willen zu Kontrolle und Einheitlichkeit bestimmt.
Von seiner katholischen Konfession aus kritisiert Custine zudem auch die orthodoxe Kirche und macht sie wegen ihrer Abhängigkeit vom Zaren mitverantwortlich für die Zustände in Russland.
Die Zukunft Russlands sieht Custine vor allem davon abhängig, ob es gelinge, eine Mittelklasse aufzubauen, denn bisher bestehe das Volk nur aus dem Kaiser und Leibeigenen, die zum Teil wiederum Leibeigene besitzen.
Custine hat sich nur vier Monate in Russland aufgehalten, umso bewunderungswürdiger ist sein sehr genauer und kritischer Blick auf die russischen Zustände seiner Zeit, die geprägt sind von Despotie, Menschenverachtung und Bürokratie. Wer Russland kennt, so sein Fazit, dem wird es überall sonst gefallen. Im Vorfeld des Krimkriegs prägte sein vielfach aufgelegtes Buch das negative Russlandbild in Frankreich und Westeuropa.

## Nachwirkung
In dem Film Russian Ark von Alexander Sokurow spielt Sergei Dreiden den Marquis de Custine. Er begleitet den Ich-Erzähler auf eine Zeitreise durch die Eremitage in Sankt Petersburg. Seine Anschauungen über Russland finden sich hier wieder, wenn er etwa das Kopieren ausländischer Kunst anklagt, Peter I. als Tyrannen bezeichnet, der von den Russen trotzdem verehrt wird, oder die Hauptstadtverlegung nach Moskau begrüßt.

### Quelle
- Astolphe de Custine: La Russie en 1839. Brüssel 1844.
- Astolphe de Custine: Russische Schatten. Prophetische Briefe aus dem Jahre 1839 (Die Andere Bibliothek 12). Nördlingen: Greno 1985.
- Astolphe de Custine: Journey For Our Time: The Journals of the Marquis de Custine. Hg. von Phyllis Penn Kohler. Washington 1987.
- Astolphe de Custine: Empire of the Czar. A Journey Through Ethernal Russia. Auklend 1989.

### Sekundärliteratur
- Irena Grudzinska Gross: The Scar of Revolution. Custine, Tocqueville, and the Romantic Imagination. Berkeley 1991.
- George F. Kennan: The Marquis de Custine and His Russia in 1839. London 1972.
- Albert Marie Pierre de Luppé: Astolphe de Custine. Monaco 1957.
- Francine-Dominique Liechtenhan: Astolphe de Custine voyageur et philosophe. Paris 1990.
- Anka Muhlstein: Astolphe de Custine. The Last French Aristocrat. London 2001.
- Christian Sigrist: Das Russlandbild des Marquis de Custine. Von der Zivilisationskritik zur Russlandfeindlichkeit. Frankfurt 1990.
- Julien Frédéric Tarn: Le Marquis de Custine ou Les malheurs de l'exactitude. Paris 1985.